# Moorgrund
Moorgrund war eine Gemeinde im Wartburgkreis in Thüringen. Die Einheitsgemeinde erstreckte sich vom Rennsteig bei Ruhla bis in die Werraniederung unmittelbar vor den Toren der Kreisstadt Bad Salzungen. Sie wurde am 1. Dezember 2020 nach Bad Salzungen eingemeindet.

## Geografie

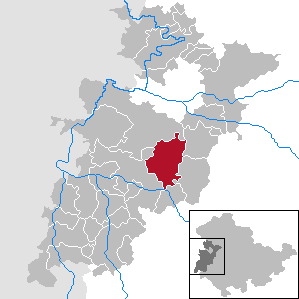
Lage der ehemaligen Gemeinde im Wartburgkreis

Ursprünglich bildete der Moorgrund ein ausgedehntes Feuchtgebiet – im östlichen Teil war es ein Moor, dieses wurde schließlich im 19. Jahrhundert durch Entwässerungsgräben, die mit dem Moorbach und dem Rohrgraben verbunden waren, bis auf kleine Reste zu landwirtschaftlichen Zwecken nutzbar gemacht. An den Rändern des Tales gibt es heute auch geschützte Regionen mit Kalkmagerrasen und Heideflächen. Die bereits in frühgeschichtlicher Zeit entdeckten Kupferminerale lockten im Mittelalter Bergleute an, in einem schmalen Streifen von Kupfersuhl bis Schweina liegen Reste mittelalterlicher Bergwerke in den Wäldern, auch Eisen wurde gefunden.
Auf einer Gemeindefläche von 53,52 km² lebten zuletzt 3358 Einwohner (Stand: 31. Dezember 2019). Die Gemeinde befand sich auf einer Höhe von 312 m ü. NN.

### Gemeindegliederung
Die Ortsteile der Gemeinde waren:
- Etterwinden
- Gräfen-Nitzendorf

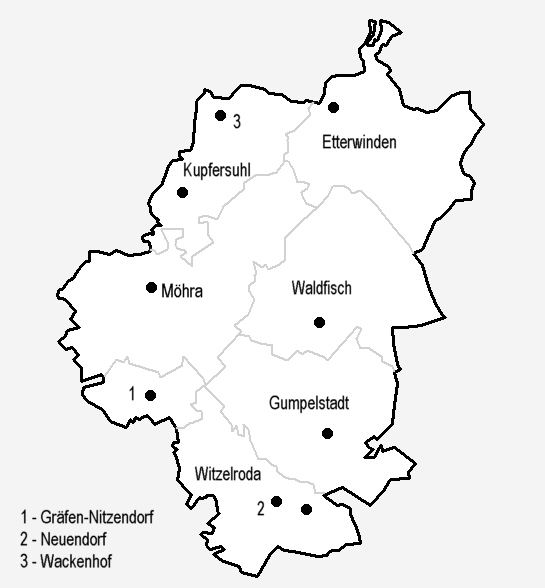
Gemeindegliederung

- Gumpelstadt (Sitz der Gemeindeverwaltung)
- Kupfersuhl mit Wackenhof
- Möhra (Martin-Luther-Stammort)
- Waldfisch
- Witzelroda mit Neuendorf

## Geschichte
Die Gemeinde Moorgrund entstand am 25. März 1994 durch den Zusammenschluss der Gemeinden Gumpelstadt, Waldfisch und Witzelroda. Mit der Gemeinde Möhra bildete Moorgrund noch bis zum 3. November 1994 die Verwaltungsgemeinschaft Moorgrund. Am 4. November 1994 wurden Moorgrund, Möhra und Kupfersuhl zur Gemeinde Moorgrund zusammengefasst. Etterwinden wurde am 1. Januar 1996 nach Moorgrund eingemeindet.
Am 1. Dezember 2020 wurde die Gemeinde Moorgrund nach Bad Salzungen eingemeindet.

### Einwohnerentwicklung
Entwicklung der Einwohnerzahl:
| - 1994: 2.934 - 1995: 3.029 - 1996: 3.797 - 1997: 3.825 - 1998: 3.822 - 1999: 3.819 - 2000: 3.808 | - 2001: 3.817 - 2002: 3.770 - 2003: 3.741 - 2004: 3.754 - 2005: 3.699 - 2006: 3.612 - 2007: 3.563 | - 2008: 3.531 - 2009: 3.523 - 2010: 3.514 - 2011: 3.487 - 2012: 3.421 - 2013: 3.404 - 2014: 3.374 | - 2015: 3.335 - 2016: 3.321 - 2017: 3.351 - 2018: 3.369 - 2019: 3.358 |

 Datenquelle: ab 1994 Thüringer Landesamt für Statistik – Werte vom 31. Dezember

## Politik

### Ehemaliger Gemeinderat
Der Gemeinderat von Moorgrund setzte sich zuletzt aus 16 Ratsherren und -frauen zusammen. Die  Kommunalwahl am 26. Mai 2019 führte bei einer Wahlbeteiligung von 67,1 % (2014: 53,8 %) zu folgendem Ergebnis:
| Partei / Liste                             | Stimmenanteil | +/− %p | Sitze |
| CDU                                        | 66,8 %        | + 10,7 | 11    |
| Bürgerinteressenvertretung Moorgrund (BIV) | 20,4 %        | + 9,8  | 5     |

Die SPD (2014: 23,6 %) kandidierte 2019 nicht.

### Ehemaliger Bürgermeister
Zum letzten hauptamtlichen Bürgermeister wurde am 20. März 2016 Hannes Knott (CDU) gewählt.

## Kultur und Sehenswürdigkeiten
Historisch hervorzuheben ist der Ort Möhra, hier lebten die Vorfahren von Martin Luther als Bauern und Bergleute. In Gumpelstadt befinden sich die ehemalige Gemeindeverwaltung, ein Schwimmbad und das Naturschutzzentrum Alte Warth. Der Ort besitzt zahlreiche Baudenkmäler. Bemerkenswert ist das ehemalige Jagdhaus Kissel der Meininger Herzöge, es befindet sich in Rennsteignähe.
Eine touristische Bedeutung besitzt der Pummpälzweg, er verbindet die Wanderziele von Moorgrund mit den Nachbarorten, Eisenach und Bad Salzungen.
Zur sportlichen Betätigung wurde in den 1960er Jahren der Motocross-Platz Alte Warth gestaltet, heute ein bedeutendes Naturschutzgebiet.

## Galerie

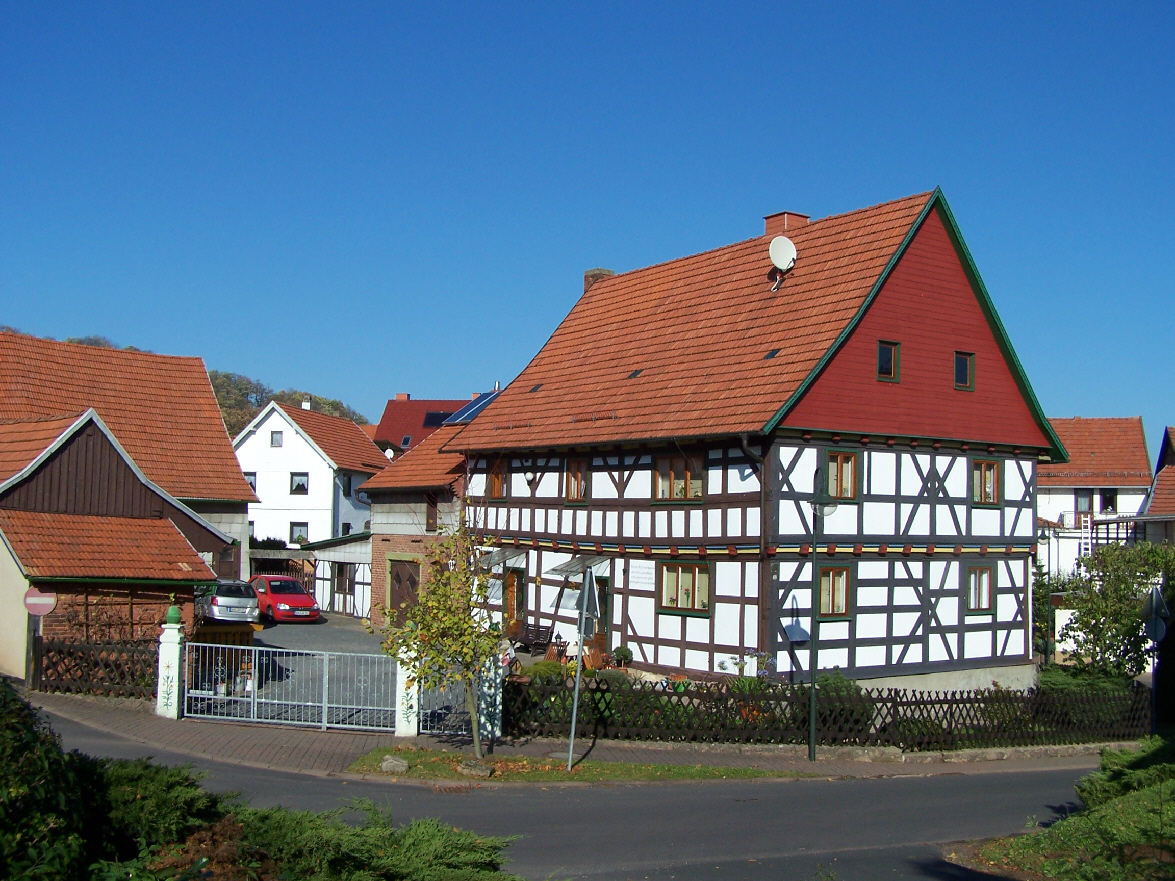
Etterwinden
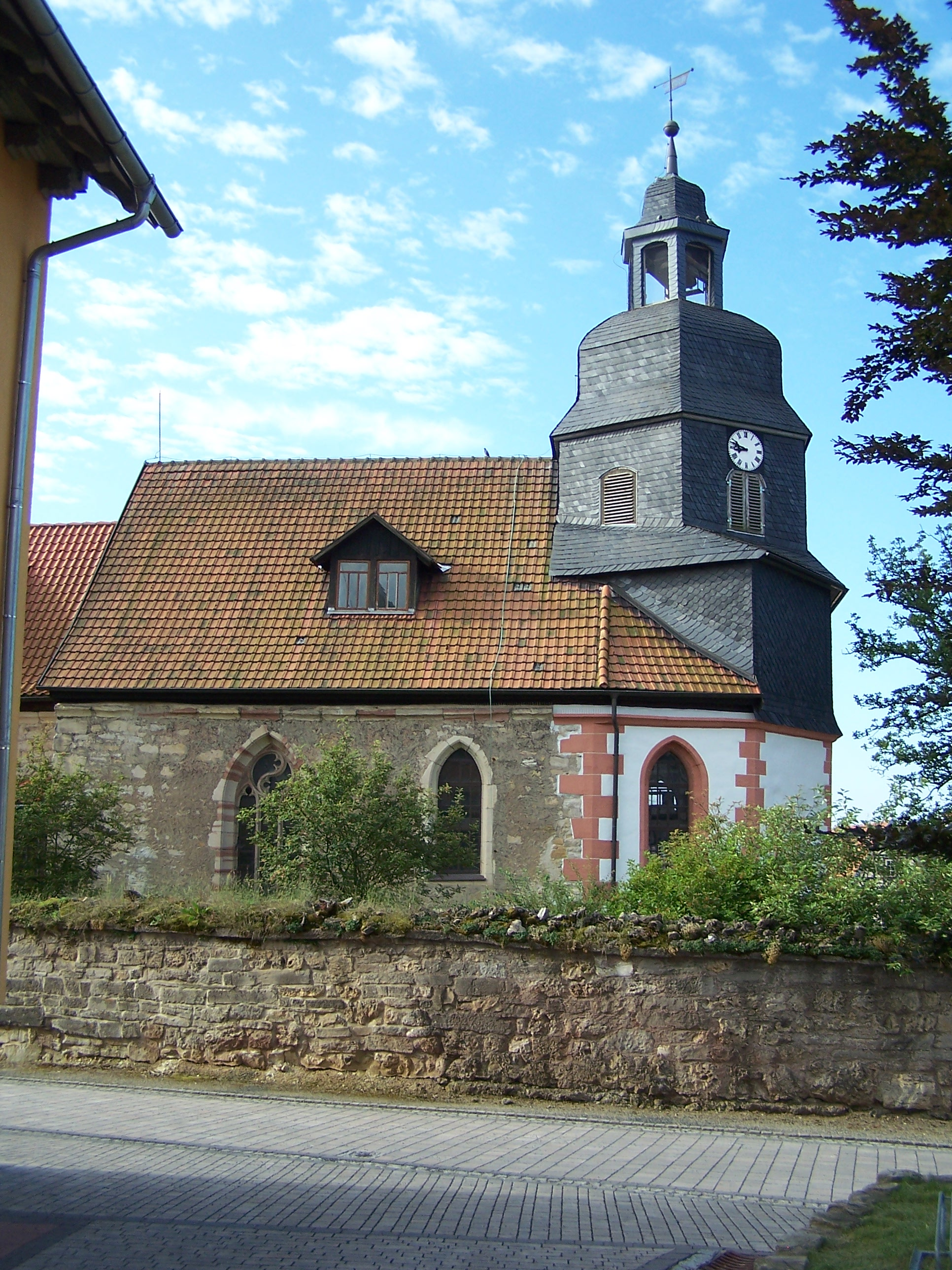
St.-Georgskirche in Gumpelstadt
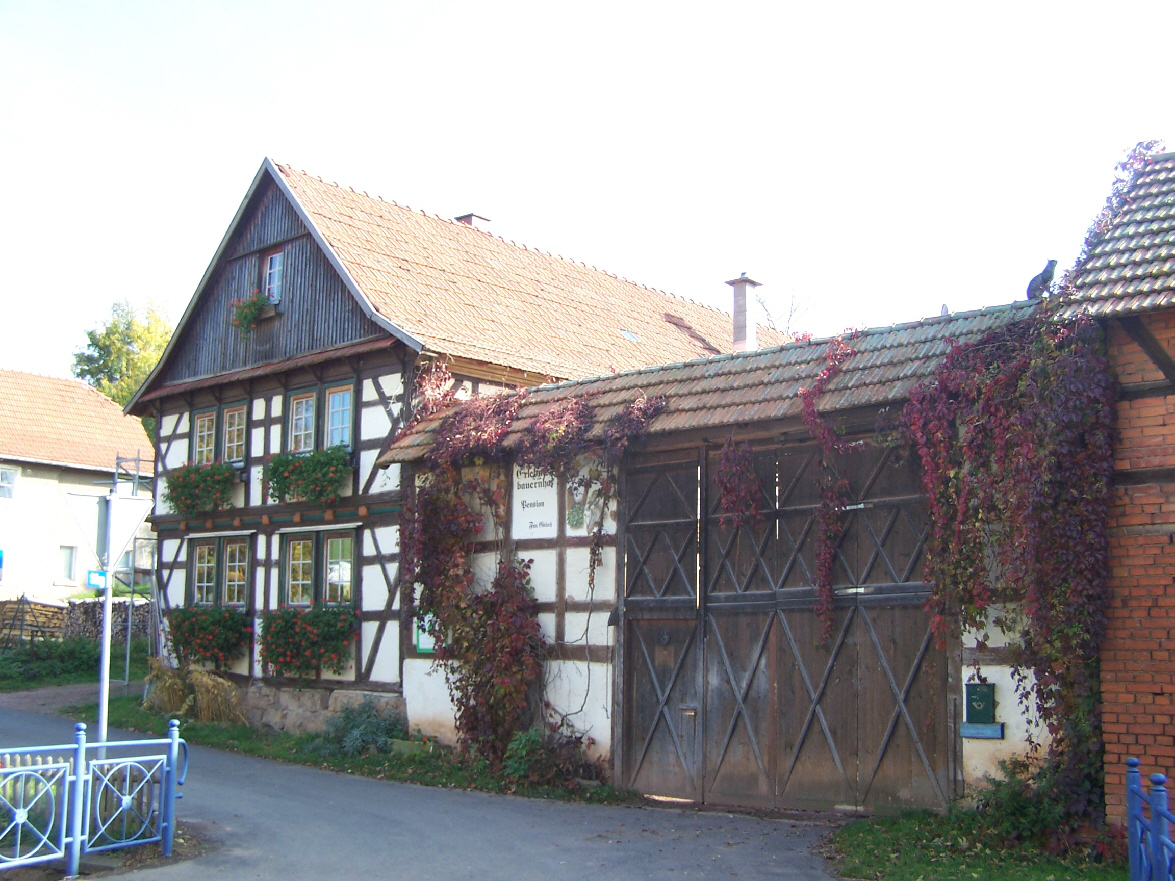
Fachwerkhaus in Kupfersuhl
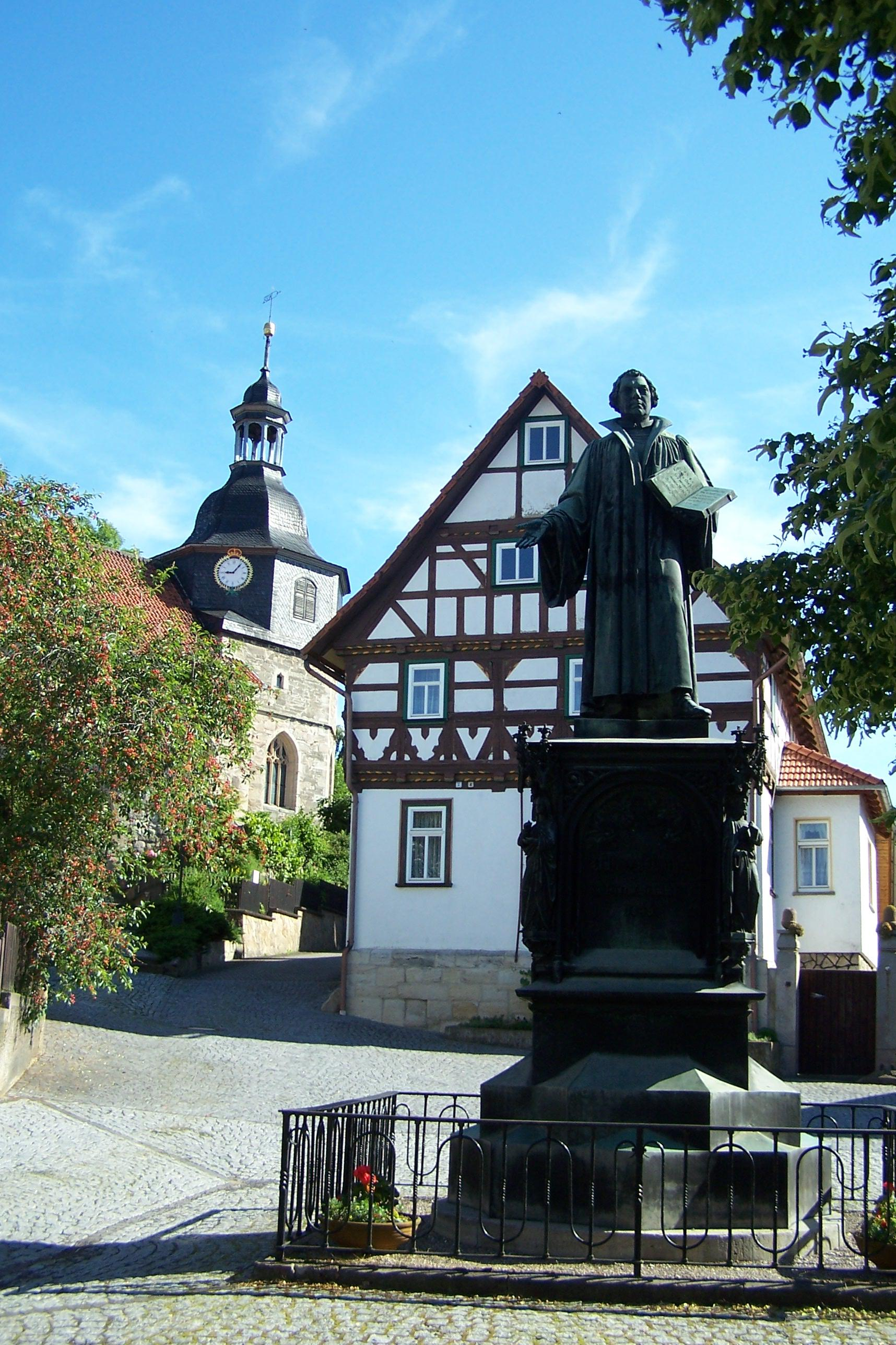
Möhra
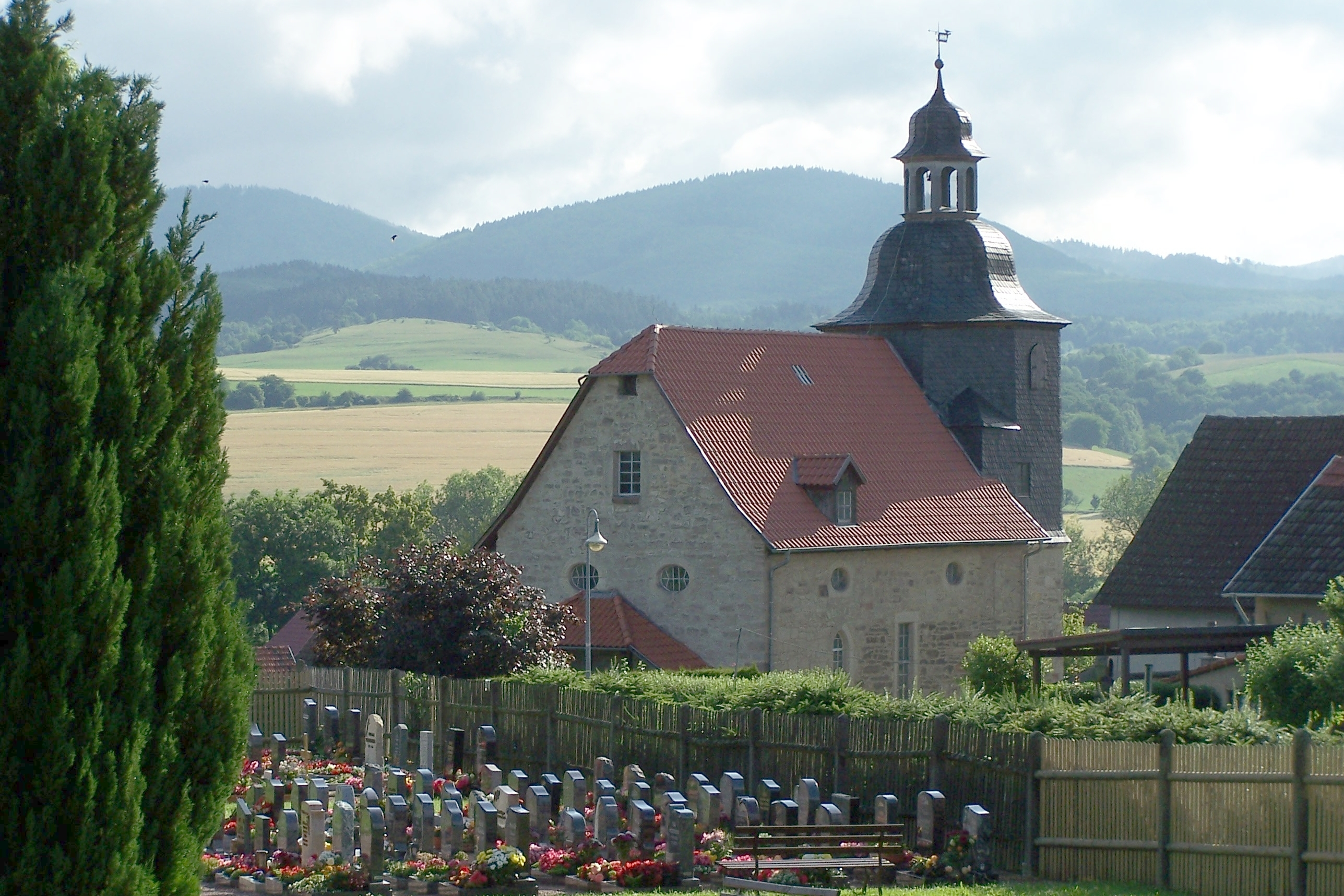
Kirche in Witzelroda
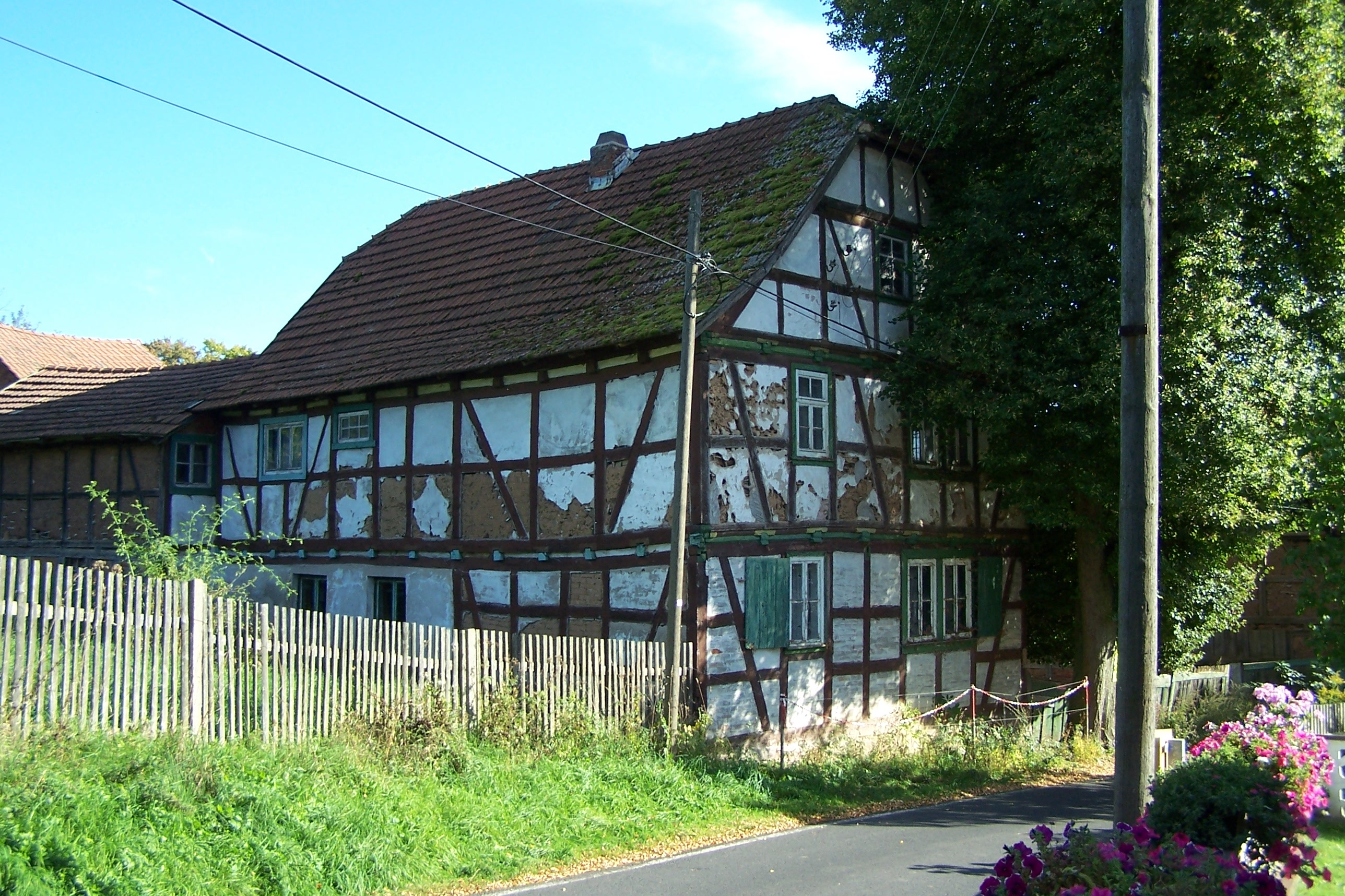
Der Wackenhof
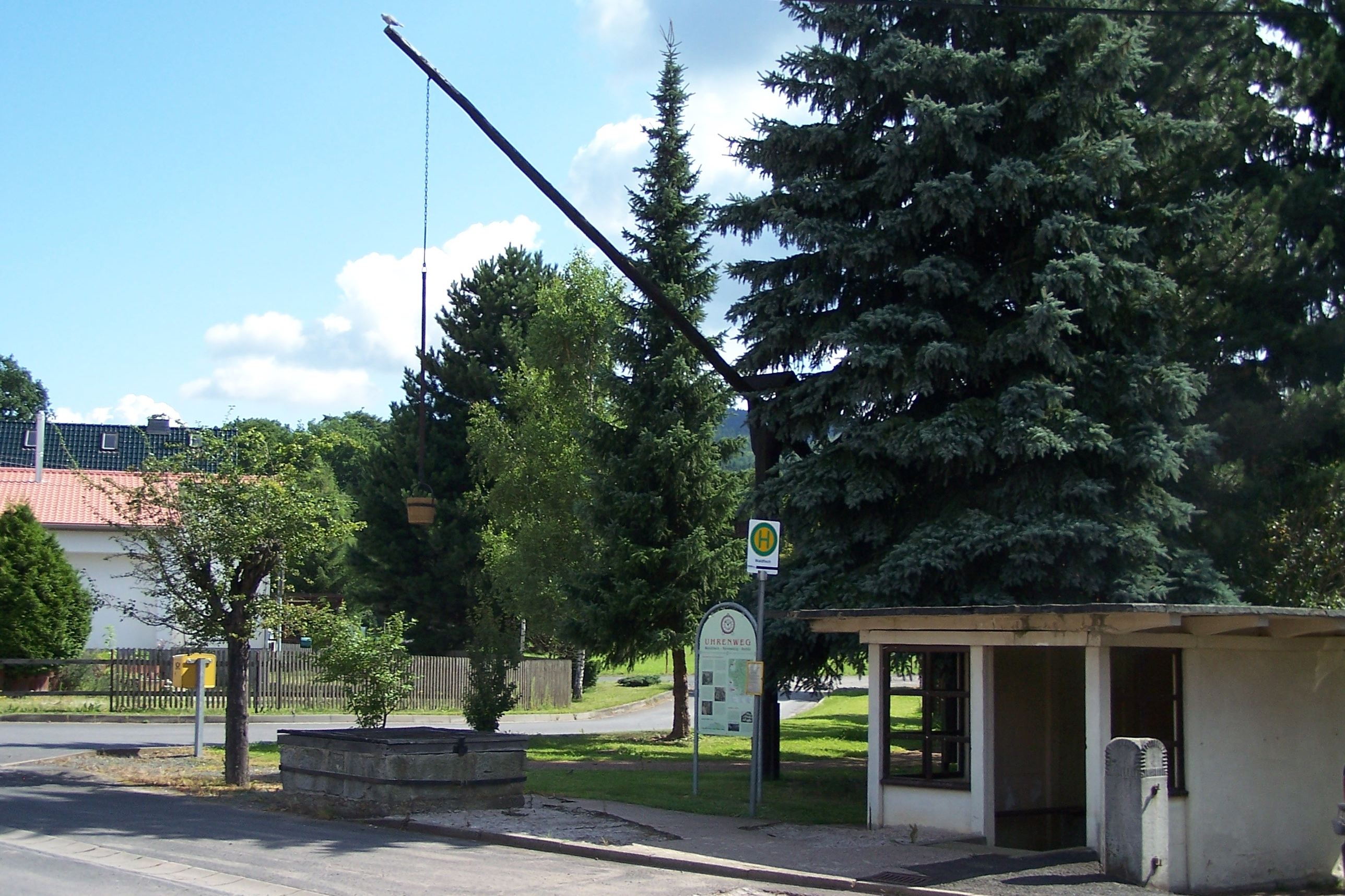
Ziehbrunnen, Waldfisch
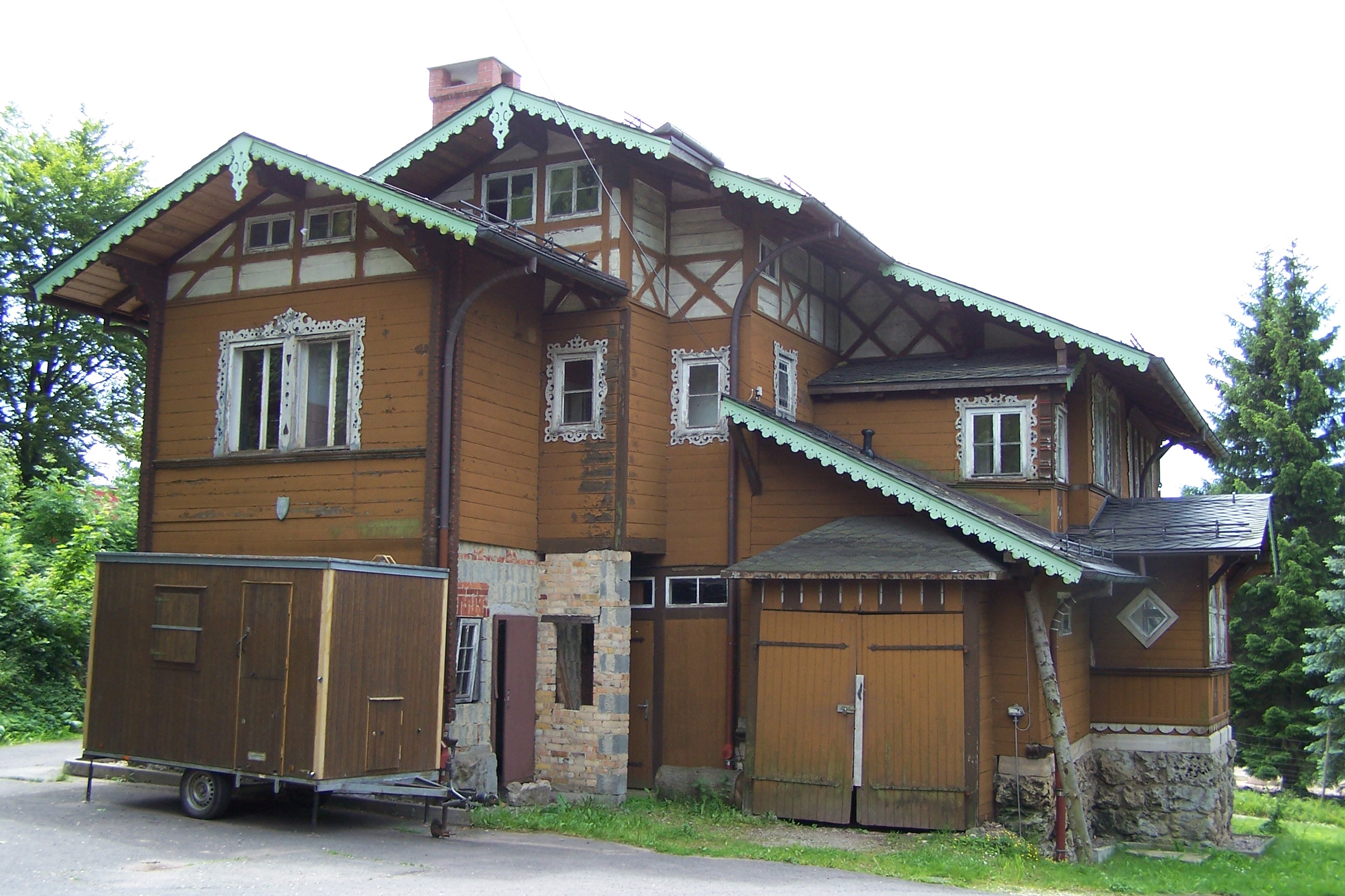
Jagdhaus Kissel
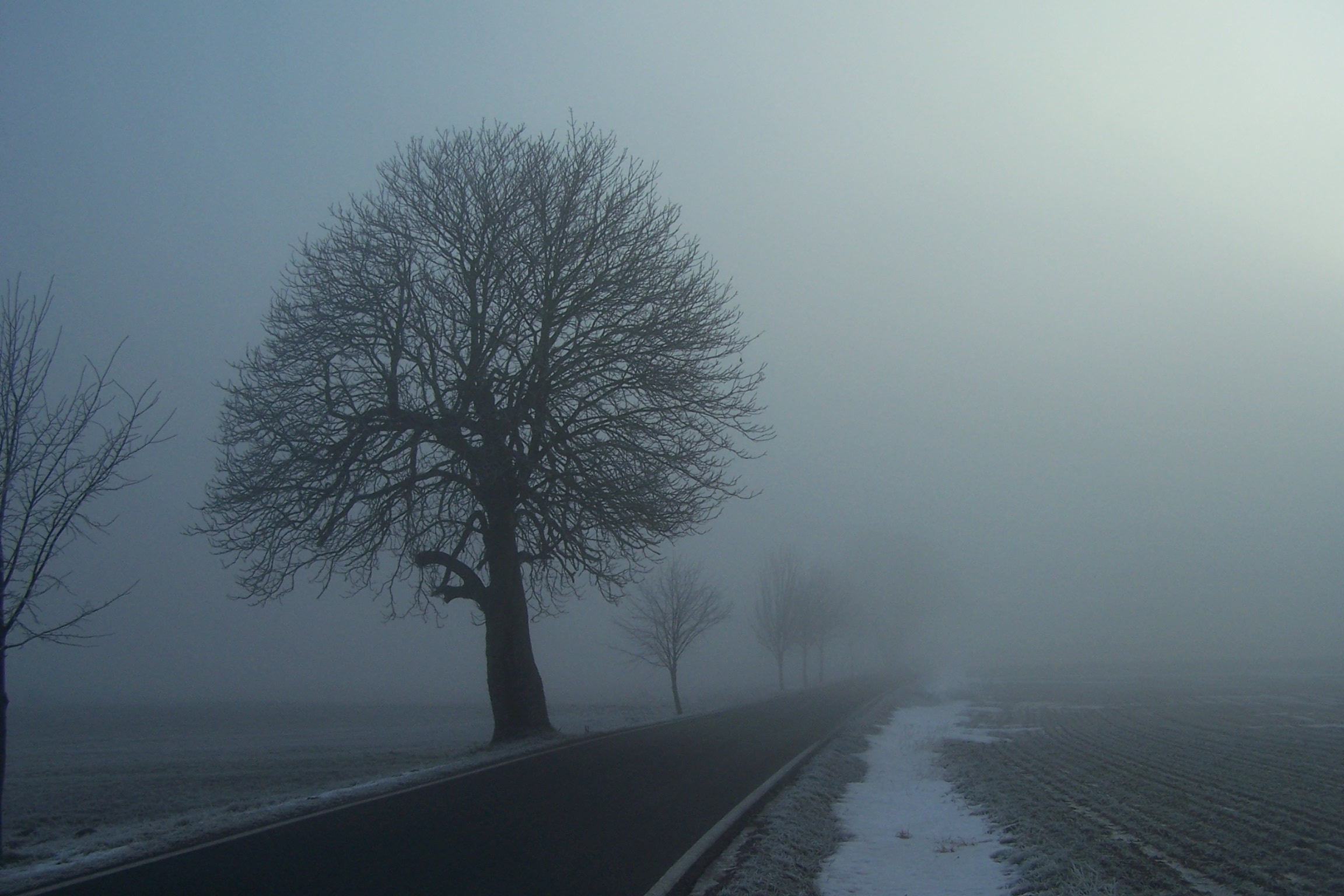
Moorlandschaft um Gräfen-Nitzendorf
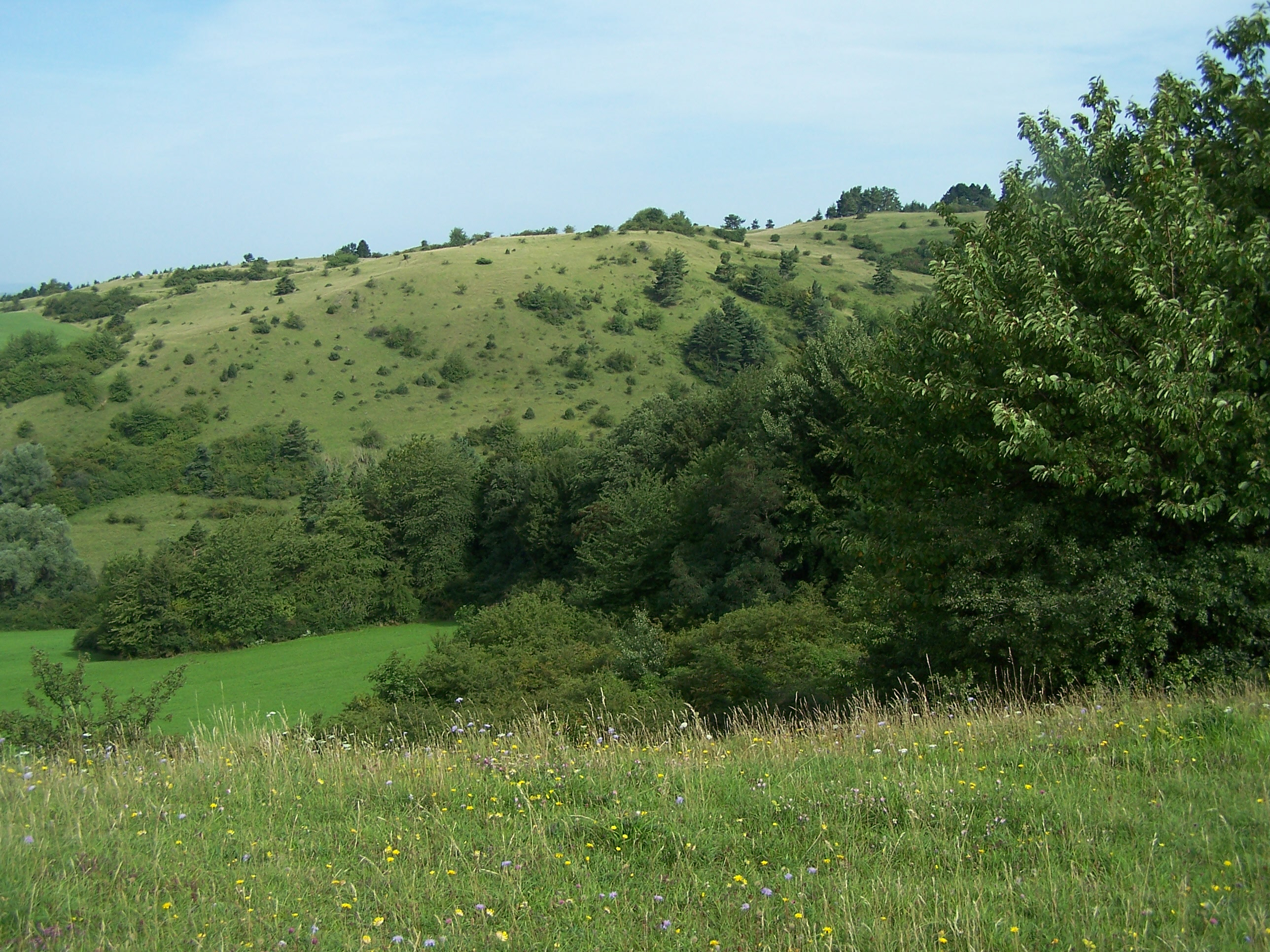
NSG „Alte Warth“
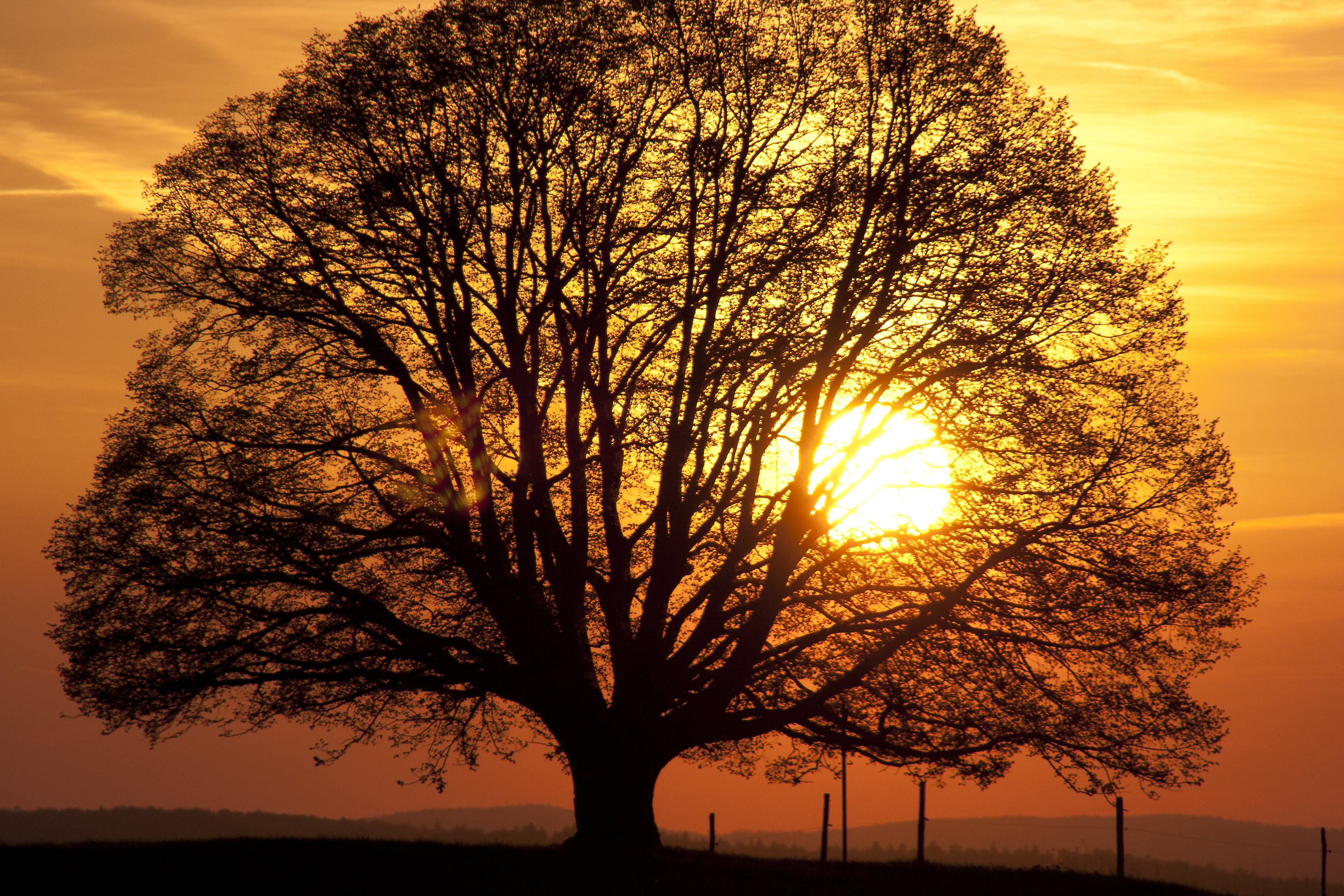
Lietebaum bei Möhra
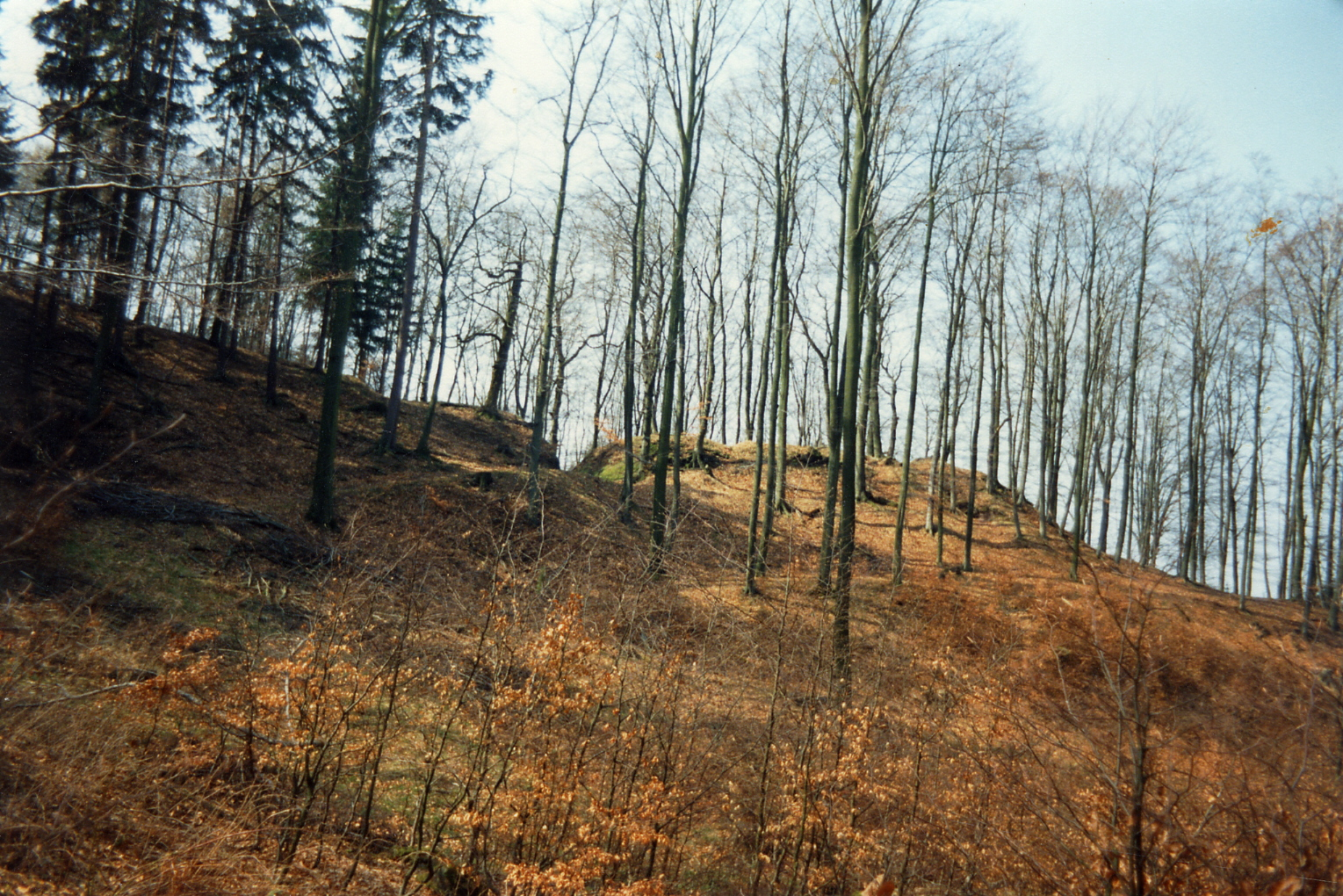
Burgruine „Alter Ringelstein“